# Gustav Landauer
Gustav Landauer (7 d'abril de 1870, Karlsruhe, Baden-Württemberg - 2 de maig de 1919, Múnic, Baviera) va ser un dels principals teòrics de l'anarquisme a Alemanya al fin de siècle. Va ser un defensor del comunisme llibertari i un pacifista declarat. Landauer és també conegut pel seu estudi i traducció de les obres de William Shakespeare a l'alemany. Un dels seus nets, amb la dona i autora Hedwig Lachmann, és Mike Nichols, el director escriptor i productor nord-americà de televisió, teatre i cinema.

## Vida i carrera
Gustav Landauer va ser el segon fill de Rosa (Neuberger) i Herman Landauer, propietari d'una botiga de sabates a Karlsruhe, al Gran Ducat de Baden, on va anar a escola. La seva família era jueva. Va ser acudir a classes de filosofia, filologia alemanya i història de l'art a Heidelberg, Estrasburg i Berlín. Després de deixar els seus estudis el 1893, va treballar com a periodista independent i orador públic.
Les seves últimes obres mostren la influència duradora de Johann Wolfgang von Goethe i de Lev Tolstoi, però també es va sentir atret per la filosofia de Johann Gottlieb Fichte i la l'anarquisme mutualista francès de Pierre-Joseph Proudhon i les teories socialistes de l'anarquisme de Mikhaïl Bakunin i sobretot l'anarquisme comunista de Piotr Kropotkin.
La seva segona esposa, Hedwig Lachmann, va ser una traductora consumada, i van treballar junts per traduir diverses obres a l'alemany, incloses les de dramaturg britànic Oscar Wilde, com El retrat de Dorian Gray, i el poeta nord-americà Walt Whitman.
La primavera de 1889 a Berlín, Landauer va conèixer al seu patrocinador i amic durant molt de temps, l'autor i filòsof Fritz Mauthner. L'abril de 1891 es va unir a la Lliure Volksbühne de Berlín i va declarar el seu suport al Friedrichshagener Dichterkreis per la literatura naturalista.
Al febrer de 1892 Landauer es va convertir en un membre de l'Associació dels Socialistes Independents (Verein Unabhängiger Sozialisten) i d'un grup d'editors del seu portaveu Òrgan Socialista dels socialistes independents (Sozialistisches Organ der unabhängigen Sozialisten). En aquest periòdic, va escriure una sèrie d'articles sobre art, però també comentaris crítics sobre temes polítics, i també sobre les perspectives econòmiques de Karl Marx i Eugen Dühring.
Juntament amb els seus amics del grup de literatura "Els Joves" (Die jungen), que també van treballar amb l'Associació dels Socialistes Independents, va fundar el "Nova Escena Popular Lliure" (Neue Freie Volksbühne).
El 1892 Landauer es va casar amb la costurera Margarethe Leuschner. El juliol del 1893 l'Associació dels Socialistes Independents, de la qual Landauer s'havia convertit en el membre líder de la seva ala anarquista, es va separar. En el mateix mes va posar fi a la seva cooperació amb la revista "socialista" (Sozialist) l'últim número de la qual va aparèixer el gener de 1895.
A la "Convenció Internacional de Treballadors Socialistes" de la II Internacional Socialista a l'agost de 1893 a Zuric, Landauer, com a delegat per als anarquistes de Berlín, aboga per un "socialisme anarquista". Enfront d'una minoria anarquista la convenció amb 411 delegats de 20 països va aprovar una resolució en favor de la participació en les eleccions i l'acció política en els parlaments. Els anarquistes van ser exclosos de la II Internacional Socialista.
Landauer va ser arrestat per "incitació a la desobediència civil" a l'octubre de 1893, i condemnat 2 mesos de presó. Al desembre, la pena es va fer extensiva a 9 mesos, que Landauer complí a la presó de Sorau (Żary avui dia).
Després de Landauer hagués estat incapaç d'establir una forma de vida segura a Suïssa el 1895 va tornar a Berlín, on va viure molt modestament en un cercle d'artistes, literats, gent de teatre i crítics. Entre 1895 i 1899 va publicar una altra revista titulada "socialista-anarquista mensual" (Sozialist - Anarchistische Monatszeitschrift).
El 1899 Landauer va conèixer la poetessa i professors d'idiomes Hedwig Lachmann, qui més tard es convertiria en la seva segona esposa. Al setembre d'aquest any van decidir romandre junts per un període més llarg a Anglaterra, on Landauer es va convertir en un amig molt proper de l'anarquista rus Piotr Kropotkin. Durant aquest temps, Lachmann i Landauer van tenir la seva filla Gudula. El 1902 van tornar a Berlín.
El 1903, Landauer es va divorciar de la seva esposa i es va casar amb Hedwig Lachmann el mateix any. El 1906 va néixer la seva segona filla Brigitte.
El 1907 va protagonitzar amb Pierre Ramus una discussió sobre l'esperanto a les pàgines de Die Freie Generation. Landauer criticava la defensa que Ramus feia de la llengua internacional.
Des 1909 a 1915 Landauer va publicar la revista "El Socialista" (Der Sozialist) a Berlín, que va ser considerat com el portaveu de la "Federació Socialista" (Sozialistischer Bund), fundada per Landauer, el 1908. Entre els primers membres es compten Erich Mühsam i Martin Buber. Com una organització política de la federació es va mantenir sense importància.
En aquests anys Landauer mateix va escriure 115 col·laboracions per a la revista sobre art, literatura i filosofia, i també política contemporània. En aquesta revista també va publicar traduccions pròpies del filòsof francès i teòric de Pierre-Joseph Proudhon. A causa de la restricció de la censura la revista va haver de tancar.
El 1914, Landauer no es deixà portar per l'entusiasme general per l'esforç de guerra alemany. En el seu lloc, va lluitar contra això des del principi seguint seu punt de vista anarquista i pacifista.
A causa de les dificultats cada vegada majors i la pobresa durant la guerra, Landauer i la seva família es va traslladar de Berlín a Krumbach, prop d'Ulm, al sud-oest d'Alemanya. Allà, la seva dona va morir el 21 de febrer de 1918 de pneumònia.
Immediatament després de la guerra i l'inici de la revolució de novembre (Revolució Alemanya) Kurt Eisner, va enviar una carta a Landauer al 14 novembre 1918 convidant-lo a participar en la Revolució i l'establiment d'una República Soviètica de Baviera: "El que m'agradaria que feu és contribuir en la reconstrucció de les ànimes per la paraula ".
Després de l'assassinat d'Eisner per l'estudiant d'extrema dreta d'Anton Graf von Arc auf Valley el 21 de febrer de 1919 els debats sobre la qüestió d'un consell (soviet) o un sistema parlamentari en la nova república bavaresa van créixer en intensitat. Quan la república soviètica va ser proclamada el 7 abril 1919 contra el govern electe de Johannes Hoffmann, Landauer es va convertir en Comissionat de la Il·lustració i la Instrucció Pública. El govern de la primera República Soviètica de Baviera (Erste Räterepublik des Freistaates Bayern) va ser dominat inicialment pels socialistes independents i pacifistes com Ernst Toller (escriptor i poeta) o Silvio Gesell i els anarquistes com Erich Mühsam o Landauer. El primer i únic decret de Landauer va ser prohibir les classes d'història a les escoles de Baviera.
Tres dies després que el govern soviètic havia estat pres pels funcionaris del KPD (Partit Comunista d'Alemanya) al voltant de Eugen Levine i Max Levien. Gustav Landauer es va decebre amb les seves polítiques i va renunciar a tots els seus càrrecs polítics, el 16 d'abril de 1919.

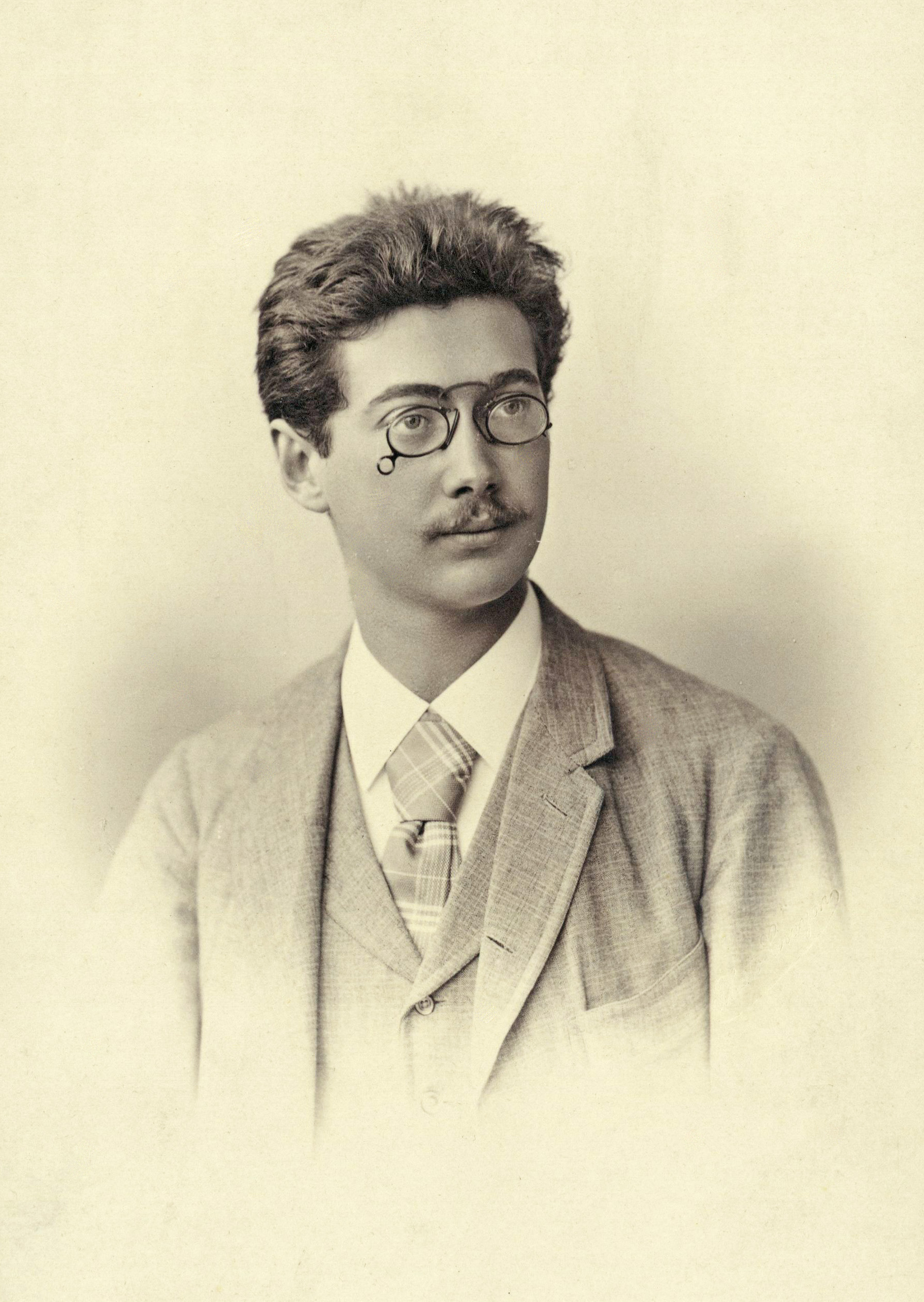
Gustav Landauer (1892)

Després de ser reconquerida la ciutat de Múnic per l'exèrcit alemany i les unitats de Freikorps, Gustav Landauer va ser arrestat l'1 de maig de 1919 i apedregat fins a la mort pels soldats un dia després a la presó de Stadelheim de Múnic.
Després que els nazis van ser elegits a Alemanya el 1933 van destruir la tomba de Landauer, que havia estat erigida el 1925, van enviar les seves restes a la congregació jueva de Múnic, carregant-los els costos. Les restes de Landauer més tard va ser posades a descansar al Munich Waldfriedhof (Bosc Cementiri).

## Metafísica i religió
Les idees de Landauer sobre la metafísica i la religió van canviar al voltant de 1900. En el seu assaig Cristinisme i Anarquisme ("Christentum und Anarchismus"), publicat el 1895 a la revista Sozialist) Landauer es va posar contra la religió. Especialment va rebutjar les religions monoteistes com el cristianisme, el judaisme o l'islam, dient que ell negava qualsevol revelació. Això també es pot veure en un text de 1895 en una sèrie d'articles "Zur Entwicklungsgeschichte des Individuums" (Sobre la història del desenvolupament de la persona) en el qual Landauer es va pronunciar a favor de Siddharta Gautama. A diferència de les religions esmentades anteriorment, Buda recolzà les seves afirmacions amb arguments. Sota el mantell místic-simbòlic dels ensenyaments de la reencarnació creu haver descobert el jaciment profund del "nucli de veritat" i que ara podia expressar la veritat sense el mantell. Fins a 1903 Landauer va rebutjar clarament els conceptes religiosos, com Déu, la immortalitat, el més enllà, la revelació, etc. En el seu lloc, ell creia en la racionalitat i la il·luminació.
No obstant això, en el seu assaig "Skepsis und Mystik" (Escepticisme i Misticisme), publicat el 1903 hi ha un gir en el pensament de Landauer cap al misticisme. La seva traducció, les "Doctrines del Mestre Eckhart" (Die Schriften des mystischen Meister Eckhart) des de l'alt alemany mitjà en l'alt alemany es va publicar també el 1903. Landauer encara continua sent escèptic sobre el concepte del mestre Eckhart de Déu, perquè en lloc de parlar de Déu en realitat només parla sobre el món, esperit mundà o en el món. La unitat de Déu del mestre Eckhart es veu des de la perspectiva de l'essència i la felicitat de la natura, la "essència" de les coses és transcendent. Per tant, es pot argumentar que Landauer tenia el "panteisme" al cap. També sovint erròniament anomena Mestre Eckhart el panteista. Per Eckhart, el terme "panenteisme" ("Totes les coses estan en Déu"), probablement seria més apropiat. El punt de vista de Landauer de la religió en la concepció del seu misticisme es pot caracteritzar de la següent manera: Encara mira a les manifestacions concretes de "El cristianisme eclesiàstic" com una cosa negativa, entre ells "els sacerdots i professors de filosofia", però també sacerdots i fundadors de la filosofia "que ràpidament consideren la pau com una cosa positiva ". Ell es solidaritza amb aquells "que volen la pau amb passió però no pot ser apaivagat per qualsevol cosa, com els heretges, els sectaris i els místics". Entre altres coses, a "Skepsis und Mystik" (Escepticisme i Misticisme) Landauer esmenta Dionís Areopagita, Joan Escot Eriúgena, Mestre Eckhart, Giovanni Pico della Mirandola, Jakob Böhme, Angelus Silesius i Alfred Mombert. El seu tret comú era que no acceptaven els termes i conceptes com a intel·lectualment correctes i que s'oposen per tant als grups religiosos. Per a aquests pensadors el món dels sentits era només una cosa metafòric. Per segregació ells tractarien d'unir el seu jo amb el món. Landauer respecte al misticisme que li va permetre incloure a Crist en el seu pensament. Ell interpreta que Crist és un "símbol de l'home esdevenint Déu". Per Landauer convertir-se en Déu significa la fusió del jo amb el món i això és exactament el que Crist ens va ensenyar.
A l'edat de 22 anys Landauer va trencar amb la comunitat religiosa jueva. Com s'ha descrit abans, i es refereix a la tradició mística cristiana bastant més que al judaisme. Al voltant de 1907, intencionadament va tornar al judaisme i les seves tradicions religioses. Un impuls important per a aquesta inversió va venir de Martin Buber, amb qui era molt amic. Buber també es va ocupar a principis de segle, amb la mística cristiana. A partir de llavors Landauer també inclou el "misticisme Hassidim" en el seu pensament.
És interessant com Landauer encunya els termes de "temps" i "eternitat" en el seu assaig "Skepsis und Mystik" (Escepticisme i Mística). Eckhart o els neoplatònics de la tradició cristiana i precristiana (p. ex.: Plotí, Agustí, Dionís Areopagita, Escot Eriúgena, Bonaventura de Bagnoregio), respectivament, no defineixen l'eternitat com un espai de temps que ampliat per sempre. L'eternitat és més aviat present en cada moment de temps, que conté el temps com un conjunt i el transcendeix a la vegada. Una persona "retirada" que pot alliberar-se del temps, experimenta l'eternitat pel "espectacle místic" (percepció espiritual) (Plotí). Per Landauer tota l'eternitat, a la vegada és una continuació eterna temporal, sinó també l'origen de la seqüència temporal de desenvolupament (Entwicklungsstrom). La idea del passat i el futur és una "distorsió de l'espai", ja que només mitjançant l'aplicació de les idees d'espai es podria suggerir que ens trobem en un punt des d'on es pot veure en el passat i en el futur. Les dues opinions, d'una banda, l'eternitat és una continuació temporal, eterna i de l'altra, és la font del temps, sembla que es contradiuen entre elles. Per Landauer tota l'eternitat roman unida al curs del temps. Declara que la renovació eterna és una constant a través de la qual les “diferències de qualitat temporals" molt possiblement apareixeran en la "presència eterna".
La percepció de Landauer del temps i l'eternitat es distingeix per ella mateixa perquè mira al passat, present i futur no com a categories de temps, sinó com a resultat de la "distorsió de l'espai". Així eternitat per a ell és un curs temporal que, a la vegada, és la font de temps. Els neoplatònics (Mestre Eckhart) també parlen d'un curs temporal de temps que és abraçat per l'eternitat, que al mateix temps, és la font de temps. Per tant, l'eternitat pot ser experimentada per "l'espectacle místic" (percepció espiritual) (Plotí) en el temps. Per Mestre Eckhart, així com per Landauer la clau d'aquesta experiència es troba en l'anomenada "retirada".

## Antropologia mística
En l'antropologia mística l'home té dins ell una espurna divina o la "base increada de l'ànima", que constituirà la naturalesa humana real i al mateix temps, és un amb Déu. A la Bíblia es diu: "L'home és imatge de Déu". Per definir la veritable naturalesa de l'home, Landauer es refereix explícitament a Mestre Eckhart. Per tant, d'acord amb Landauer, el nostre "individualitat" amb fermesa "de peu sobre ella mateixa" i "profundament refugiant-se en ella mateixa" és a la vegada, "el nostre més general", que ens connecta amb tot el món del "tot-un" i ens porta a la unitat amb ell. Landauer diu a "Skepsis und Mystik" (vegeu:. Skepsis und Mystik 1978, p 17): "Com més profund jo torn a casa dins meu, més som beneït amb el món" Per Landauer l'enfonsament en un mateix significa ser beneït amb el món. En el neoplatonisme o d'acord amb el Mestre Eckhart la "cerca en el mateix cor", al final condueix al reconeixement o a la "visió de Déu". Una altra diferència en l'antropologia mística entre Landauer i Eckhart és el "concepte de l'herència", que propaga Landauer. L'individu és el resultat d'una llarga cadena d'avantpassats que encara estan presents mitjançant la seva actuació sobre una persona. El transport vertical de l'home per exemple, és un signe visible d'aquest poder dels primers éssers humans sobre nosaltres. L'herència que ens porta de tornada, més enllà dels ancestres humans i animals, tot el camí fins al món inorgànic. Aquesta idea es confirma a "Skepsis und Mystik" per la idea mística que l'home té tot el món en ell mateix. Per tant, la nostra genealogia completa és dins nostre. Landauer també connecta els conceptes de "humanitat" i "naturalesa humana", que, a més defineix com a divina.
Per descomptat, el món és emfatitzat en comparació amb l'individu humà. Al seu torn, l'individu humà està subordinat a la raça humana. La individualització és el resultat de la "voluntat del món" i no de la voluntat de l'individu o de la "raça humana". El 1895, Landauer encara s'adheria a la tesi, segons la qual els individus són el resultat de la voluntat de la raça humana. Al voltant d'aquest temps ell també va declarar que la persona com més surti de la massa com un jo independent major serà la seva influència en la humanitat. D'altra banda, a "Skepsis und Mystik" (escepticisme i misticisme), va escriure que el món ha de separar els individus de manera que pugui reactivar-se i aparèixer dins d'ells, perquè: "El món vol arribar a ser". Fins a 1900 Landauer defensava que l'individu havia de complir ell mateix per arribar a la idea primordial del progrés de la humanitat. Després de 1900, l'ésser humà pot en qualsevol moment "coincidir amb el món", és a dir, l'home pot complir en qualsevol moment. La utopia és llavors moguda des del futur a la presència eterna, la qual pot ser experimentada místicament. Així, el curs futur del socialisme (anarquisme) no depèn d'una certa etapa de desenvolupament de la humanitat.
Per Landauer retirar-se és necessari per a obrir-se pas cap a la raça humana. A “Skepsis und Mystik” (escepticisme i misticisme), escriu: "Com més ferm és un individu de peus amb en si mateix, més profund es retira en si mateix, com més s'aïlla de les influències del seu entorn, tant més es troba coincidint amb el món del passat i amb el que originalment és".
Per "origen" Landauer val dir la comunitat humana, que és més forta, més noble i molt major que la influència feble de l'estat o de la societat.
L'aïllament no només repercuteix en els mateixos individus. Per l'aïllament els individus també es tornen a la unitat amb el món.

## Filosofia Política: L'anarquisme ètic
De les fonts citades i de les obres filosòfiques Landauer va desenvolupar un anarquisme que no era individualista, que rebutja l'anarquisme individualista. Landauer va recolzar l'anarquisme ja en la dècada de 1890. En aquests anys es va mostrar especialment entusiasmat amb l'enfocament individualista de Max Stirner. No volia quedar enfocat a l'individualisme extrem de Stimer sinó que volia desenvolupar un enfocament dirigit al públic en general, unitari i comunitari. El seu "anarquisme social" era una unió dels individus sobre una base voluntària de petites comunitats socialistes que s'unien lliurement. l'objectiu de Landauer va ser sempre l'emancipació de les formes de l'estat, l'església o d'un altre tipus de subordinació a la societat. L'expressió "Anarquisme" prové del grec "arche" que significa "poder", "regne" o "regla". Així, "an-arquia" equival a "no poder", "sense regne" o "no-estat". El rebuig de l'Estat és comú a totes les posicions anarquistes. Alguns rebutgen també les institucions i els conceptes morals, com ara l'església, el matrimoni o la família, el rebuig és, per descomptat, voluntari. Landauer va atacar les idees dels marxistes i socialdemòcrates, perquè volien construir un altre estat amb poder executiu. Per a ell, l'anarquisme era un moviment espiritual, gairebé religiós. En contrast amb altres anarquistes no rebutjava el matrimoni, que per contra, va ser un pilar de la comunitat en el sistema de Landauer. El veritable anarquisme resulta de la "segregació interna" dels individus.
Aquí una vegada més, una llista dels aspectes més importants de l'anarquisme de Landauer:
1.L'anarquisme suposa l'absència de poder (regnat, jerarquia, institucions obligatòries)
2.L'anarquisme no és equiparable amb el terrorisme, s'ha d'aconseguir a través de la no-violència.
3.L'anarquisme no pot basar-se en l'individualisme egoista.
És exactament d'aquesta forma en que un ha de ser alliberat. Condició prèvia per a l'autonomia i la independència, respectivament, és el "aïllament" que condueix a una "unitat amb el món". D'acord amb Landauer cal canviar la naturalesa de l'home o, almenys que canviï el seu comportament, de forma que, finalment, les conviccions internes poden aparèixer i ser viscudes.

## Filosofia Econòmica i Monetària
A "Aufruf zum Sozialismus" (Crida al Socialisme) Landauer descriu 3 aspectes de l'esclavitud econòmica del capitalisme modern, com ell l'anomena:
1) El primer problema que assenyala és propietat de la terra. És la causa de "la mendicitat i la situació de dependència de les persones sense possessions". El propietari del terreny pot negar als sense terra. No obstant això, aquest últim necessita la terra per a fins de consum directe i indirecte, creant així una dependència. La propietat de la terra i el seu correlat, la manca de terres, d'acord amb Landauer, són les arrels de l'esclavitud, la servitud, el tribut, l'arrendament d'interès, i el proletariat.
La solució a aquest problema simplement resideix en la dissolució de propietat de la terra. A "Aufruf zum Sozialismus" (Crida al Socialisme) Landauer diu (p. 170):
«L'abolició de la propietat sobretot també serà un canvi d'esperit, del seu renaixement es deriva una redistribució de gran abast de la propietat amb la voluntat, per redistribuir la terra a diferents intervals en el futur una vegada i altra vegada més.»
La justícia, per descomptat, dependrà de l'actitud espiritual interior de les persones. No hi haurà necessitat de procediments legals relatius a la distribució justa de la terra, perquè l'esperit de les persones "voluntàriament" reconèixer el que és una justa distribució.
2) El segon mal subratllat per Landauer és la superioritat dels diners com a mitjà d'intercanvi de béns. Després d'algun temps els béns perden el seu valor per l'ús. Els diners són l'excepció desastrosa en el sentit que són part de l'intercanvi, però no de la devaluació. Si ha d'haver una economia d'intercanvi just, els diners que s'utilitzen no poden tenir la qualitat dels nostres diners amb un "valor absolut". Landauer també es refereix als interessos com un perjudici perquè generen un creixement econòmic constant. No obstant això, el principal mal de diners actual és la seva falta de devaluació. la idea de Landauer és que en una economia de lliure canvi de divises ha de ser igual en comparació amb les mercaderies que tinguin el caràcter dual d'intercanvi i consum. Bàsicament, es refereix a les idees de l'economista Silvio Gesell. A "Aufruf zum Sozialismus" (Crida al Socialisme), escriu:
«Per tant, les propostes de Silvio Gesell per trobar un tipus de diners que, a diferència d'avui dia, no augmenti en valor, sinó per contra, perdi progressivament valor amb el temps. Així, el venedor d'un producte que posseeix ara els diners es veurà pressionats a canviar-los per un altre producte al més aviat possible, etc., etc.»
D'acord amb Landauer, Silvio Gesell és un dels pocs que va aprendre de Pierre Joseph Proudhon. La producció o l'adquisició d'un mitjà d'intercanvi no té cap més interès sinó el consum. Aquesta va ser la idea de Proudhon que la circulació ràpida dels diners porta felicitat i alegria en la vida privada, mentre que deixar-ho al mercat i la tossuderia de persistir en la possessió dels diners també porta la vida a una rutina.
Silvio Gesell proposà la reforma del sistema monetari: en lloc dels diners utilitzats fins ara, proposà introduir el que ell anomenava "diners lliures". Els diners es reparteixen en forma de notes juntament amb els bitllets petits per ser arrencats com a canvi menor. Els bitllets petits també serveixen per a la devaluació, ja que cada setmana han de ser afectats per 1/1000 del seu valor. Cada setmana l'amo d'una nota ha d'adjuntar un segell per indicar la devaluació del 1/1000. Això indueix a l'amo del "diners" a gastar al més aviat possible. Les monedes serien abolides i el Banc Central seria reemplaçat per una oficina responsable de les transaccions de divises, les contribucions i la regulació de la circulació. Aquesta oficina també es retirarien totes les notes al final de l'any i reemplaçarien amb altres noves. Gustav Landauer recolzà plenament aquesta idea de Silvio Gesell.
3. El mal tercer que condueix a l'esclavitud d'acord amb Landauer és el valor afegit. El valor inicial significa tenir una demanda en contra d'algú, és a dir, un sistema econòmic, no un valor ètic. La paraula "valor" inclou l'expectativa que el preu ha de ser igual al valor material. El preu corresponent sol ser molt major que la suma dels salaris pagats per fer el producte. Això és perquè la gent vol fer ús de tots els avantatges, no només de béns sinó també de l'escassetat d'un producte en demanda o de la ignorància del consumidor. Com a resultat d'això, el treball no pot comprar tot el que es va pagar per produir de manera que una part considerable segueix sent per al poder adquisitiu dels beneficis
A "Aufruf zum Sozialismus" (crida al socialisme) Landauer critica el marxisme així:
«Es tracta de destacar, que l'èmfasi unilateral en la qüestió dels salaris dels treballadors i els sindicats està relacionada amb la percepció errònia del valor afegit pels marxistes. En èpoques anteriors hem vist com els salaris i els preus eren mútuament dependents; ara assenyalem que l'opinió, segons la qual el valor anomenat afegit és una quantitat absoluta produïda per l'empresari, des d'on flueix cap a altres categories capitalistes, és totalment falsa.»
La veritat per Landauer és que tots i cada un dels beneficis s'extreuen de la mà d'obra. No hi ha productivitat de la propietat ni productivitat del capital com a tal, sinó només una productivitat del treball. Aquesta és una conclusió que compartia amb Marx.

## Obra
- Skepsis und Mystik (1903)
- Die Revolution (1907)
- Aufruf zum Sozialismus (1911) (traducció a l'anglès per David J. Parent as For Socialism. Telos Press, 1978. ISBN 0-914386-11-5)
- Editor del periòdic Der Sozialist des de 1893 a 1899
- "Anarchism in Germany" (1895), "Weak Statesmen, Weaker People" (1910) i "Stand Up Socialist" (1915) s'han extret a Anarchism: A Documentary History of Libertarian Ideas - Volume I: From Anarchy to Anarchism (300CE-1939), ed. Robert Graham. Black Rose Books, 2005. ISBN 1-55164-250-6
- Gustav Landauer. Gesammelte Schriften Essays Und Reden Zu Literatur, Philosophie, Judentum. (Títol traduït a l'anglès com a: Collected Writings Essays and Speeches of Literature, Philosophy and Judaica). (Wiley-VCH, 1996) ISBN 3-05-002993-5
- Gustav Landauer. Anarchism in Germany and Other Essays. eds. Stephen Bender and Gabriel Kuhn. Barbary Coast Collective.
- Gustav Landauer. Revolution and Other Writings: A Political Reader, ed. & traductor a l'anglès. Gabriel Kuhn; PM Press, 2010. ISBN 978-1-60486-054-2